# Phyllonorycter pictus
Phyllonorycter pictus là một loài bướm đêm trong họ Gracillariidae . Nó được tìm thấy ở Mexico và được phát hiện vào năm 1914 bởi Walsingham.